# Dărmănești
Dărmănești – miasto w Rumunii (okręg Bacău, Mołdawia). Liczy 15 tys. mieszkańców (2006).